# Gonow Victory
Gonow Victory war eine ausländische Bezeichnung eines SUV-Modells der chinesischen Marke Gonow.  Gonow Victor war ähnlich. 

## Hintergrund
Der italienische Importeur Katay hat sie importiert und möglicherweise inoffiziell Katay Gonow genannt. In den italienischen Zulassungsstatistiken taucht aber nur die Marke Gonow auf. Die Verbindung zu DR Automobiles ist unklar.
Eine Produktion der Fahrzeuge in Italien war möglicherweise geplant, wurde nicht offensichtlich nicht durchgeführt. In Deutschland soll der Verkauf möglicherweise auch geplant gewesen sein.

## Beschreibung
Der Victory stellte den geschlossenen SUV dar.
Für den Antrieb der beiden Modelle sorgte ein 66 kW starker Turbodiesel-Motor mit einem Hubraum von etwa 1,9 L aus dem Hause Fiat. Alternativ gab es auch vierzylindrige Ottomotoren des Types 4G63S4M. Dieser hatte einen Hubraum von 1997 cm³ und bot eine Leistung von 93 kW. Beide wurden mit permanenten Allradantrieb ausgestattet. Das Debüt der Modelle war auf der Bologna Motor Show 2006. Erhältlich war der Victory lediglich als geschlossener fünfsitziger SUV.
Spätestens 2016 mit der Einstellung der Marke Gonow muss auch die Produktion dieses Modells zum Ende gekommen sein.